# Albertina Soepboer
Albertina Soepboer (Holwerd, Dongeradeel, 3 de desembre de 1969) és una escriptora neerlandesa en frisó occidental i neerlandès.
Va néixer a Holwerd i va estudiar llengües romàniques i les seves cultures, en concret la literatura de Frísia a Groningen Ha escrit obres de teatre per al Teatre De Citadel en Gronings.
Soepboer va ser finalista per la seva poesia en el Premi Jorritsma Rely els anys 1996, 1997 i 1998 i va rebre el premi l'any 2003 per la història Dy griene neisimmer.

## Obres
Selecció d'obres
- It nachtlân, poesia en frisó (1998)
- De stobbewylch, poesia en frisó (2000)
- De fjoerbidders, poesia (2003)